# Tirà crestat de Panamà
El tirà crestat de Panamà (Myiarchus panamensis) és un ocell de la família dels tirànids (Tyrannidae).

## Hàbitat i distribució
Habita el bosc obert, clars del bosc, zones amb matolls i manglars de les terres baixes al sud-oest i oest de Costa Rica, Panamà, oest, nord i centre de Colòmbia i nord-oest de Veneçuela.